# Liste der Mitglieder der National Academy of Sciences/1918
Im Jahr 1918 wählte die National Academy of Sciences der Vereinigten Staaten 15 Personen zu ihren Mitgliedern.

## Neugewählte Mitglieder
- Robert Grant Aitken (1864–1951)
- George F. Atkinson (1854–1918)
- George Birkhoff (1884–1944)
- Percy W. Bridgman (1882–1961)
- Stephen A. Forbes (1844–1930)
- John R. Freeman (1855–1932)
- Ludvig Hektoen (1863–1951)
- Charles Herrick (1868–1960)
- Frank B. Jewett (1879–1949)
- Walter Jennings Jones (1865–1935)
- Irving Langmuir (1881–1957)
- Charles E. Mendenhall (1872–1935)
- John C. Merriam (1869–1945)
- Henry Norris Russell (1877–1957)
- David Watson Taylor (1864–1940)